# Leftoverture / Point of Know Return
Leftoverture / Point of Know Return es un álbum recopilatorio de la banda estadounidense de rock progresivo Kansas y fue publicado en 1977 por Kirshner Records.  Fue relanzado en 1986 y 1990 en formato de casete y en 2010 en disco compacto por Legacy/Epic Records.
Como su nombre lo menciona, esta producción compila los álbumes de estudio Leftoverture y Point of Know Return, los cuales fueron lanzados en 1976 y 1977 respectivamente.
La reedición de 2010 en disco compacto incluye tres temas adicionales; dos de ellos en vivo —«Carry On Wayward Son» y «Cheyenne Anthem»— y una versión remezclada de la melodía «Portrait (He Knew)».

## Lista de canciones

### Versión de disco de vinilo de 1977

#### Disco uno

##### Lado A
| Side one |                           |                       |                  |          |  |
| N.º      | Título                    | Escritor(es)          | Voz principal    | Duración |  |
| 1.       | «Carry On Wayward Son»    | Kerry Livgren         | Steve Walsh      | 5:25     |  |
| 2.       | «The Wall»                | Steve Walsh / Livgren | Steve Walsh      | 4:51     |  |
| 3.       | «What's On My Mind»       | Kerry Livgren         | Steve Walsh      | 3:28     |  |
| 4.       | «Miracles Out of Nowhere» | Kerry Livgren         | Robby Steinhardt | 6:28     |  |

##### Lado B
| Side one | |                                                                       |                  |          |  |
| N.º      | Título | Escritor(es)                                                          | Voz principal    | Duración |  |
| 5.       | «Opus Insert» | Walsh / Livgren                                                       | Steve Walsh      | 4:28     |  |
| 6.       | «Questions of My Childhood» | Walsh / Livgren                                                       | Steve Walsh      | 3:40     |  |
| 7.       | «Cheyenne Anthem» | Kerry Livgren                                                         | Robby Steinhardt | 6:55     |  |
| 8.       | «Opus Magnum - a. «Father Padilla Meets the Perfect Gnat» - b. «Howling at the Moon» - c. «Man Overboard» - d. «Industry on Parade» - e. «Release the Beavers» - f. «Perfect Gnat»» | Walsh / Livgren / Steinhardt / Rich Williams / Dave Hope / Phil Ehart | Steve Walsh      | 6:28     |  |

#### Disco dos

##### Lado A
| Side one |                        |                            |               |          |  |
| N.º      | Título                 | Escritor(es)               | Voz principal | Duración |  |
| 1.       | «Point of Know Return» | Walsh / Steinhardt / Ehart | Steve Walsh   | 3:13     |  |
| 2.       | «Paradox»              | Walsh / Livgren            | Steve Walsh   | 3:50     |  |
| 3.       | «The Spider»           | Steve Walsh                | Steve Walsh   | 2:03     |  |
| 4.       | «Portrait (He Knew)»   | Walsh / Livgren            | Steve Walsh   | 4:38     |  |
| 5.       | «Closet Chronicles»    | Walsh / Livgren            | Steve Walsh   | 6:32     |  |

##### Lado B
| Side two |                         |                 |                    |          |  |
| N.º      | Título                  | Escritor(es)    | Voz principal      | Duración |  |
| 6.       | «Lightning's Hand»      | Walsh / Livgren | Robby Steinhardt   | 4:24     |  |
| 7.       | «Dust in the Wind»      | Kerry Livgren   | Steve Walsh        | 3:28     |  |
| 8.       | «Sparks of the Tempest» | Walsh / Livgren | Robby Steinhardt   | 4:18     |  |
| 9.       | «Nobody's Home»         | Walsh / Livgren | Steve Walsh        | 4:40     |  |
| 10.      | «Hopelessly Human»      | Kerry Livgren   | Walsh / Steinhardt | 7:09     |  |

### Versión de casete de 1986 y 1990

#### Lado A
| Side one | |                                                        |                  |          |  |
| N.º      | Título | Escritor(es)                                           | Voz principal    | Duración |  |
| 1.       | «Carry On Wayward Son» | Kerry Livgren                                          | Steve Walsh      | 5:25     |  |
| 2.       | «The Wall» | Walsh / Livgren                                        | Steve Walsh      | 4:51     |  |
| 3.       | «What's On My Mind» | Kerry Livgren                                          | Steve Walsh      | 3:28     |  |
| 4.       | «Miracles Out of Nowhere» | Kerry Livgren                                          | Robby Steinhardt | 6:28     |  |
| 5.       | «Opus Insert» | Walsh / Livgren                                        | Steve Walsh      | 4:28     |  |
| 6.       | «Questions of My Childhood» | Walsh / Livgren                                        | Steve Walsh      | 3:40     |  |
| 7.       | «Cheyenne Anthem» | Kerry Livgren                                          | Robby Steinhardt | 6:55     |  |
| 8.       | «Opus Magnum - a. «Father Padilla Meets the Perfect Gnat» - b. «Howling at the Moon» - c. «Man Overboard» - d. «Industry on Parade» - e. «Release the Beavers» - f. «Perfect Gnat»» | Walsh / Livgren / Steinhardt / Williams / Hope / Ehart | Steve Walsh      | 6:28     |  |

#### Lado B
| Side one |                         |                            |                    |          |  |
| N.º      | Título                  | Escritor(es)               | Voz principal      | Duración |  |
| 1.       | «Point of Know Return»  | Walsh / Steinhardt / Ehart | Steve Walsh        | 3:13     |  |
| 2.       | «Paradox»               | Walsh / Livgren            | Steve Walsh        | 3:50     |  |
| 3.       | «The Spider»            | Steve Walsh                | Steve Walsh        | 2:03     |  |
| 4.       | «Portrait (He Knew)»    | Walsh / Livgren            | Steve Walsh        | 4:38     |  |
| 5.       | «Closet Chronicles»     | Walsh / Livgren            | Steve Walsh        | 6:32     |  |
| 6.       | «Lightning's Hand»      | Walsh / Livgren            | Robby Steinhardt   | 4:24     |  |
| 7.       | «Dust in the Wind»      | Kerry Livgren              | Steve Walsh        | 3:28     |  |
| 8.       | «Sparks of the Tempest» | Walsh / Livgren            | Robby Steinhardt   | 4:18     |  |
| 9.       | «Nobody's Home»         | Walsh / Livgren            | Steve Walsh        | 4:40     |  |
| 10.      | «Hopelessly Human»      | Kerry Livgren              | Walsh / Steinhardt | 7:09     |  |

### Reedición de 2010 de disco compacto

#### Disco uno
| Side one | |                                                        |                  |          |  |
| N.º      | Título | Escritor(es)                                           | Voz principal    | Duración |  |
| 1.       | «Carry On Wayward Son» | Kerry Livgren                                          | Steve Walsh      | 5:25     |  |
| 2.       | «The Wall» | Walsh / Livgren                                        | Steve Walsh      | 4:51     |  |
| 3.       | «What's On My Mind» | Kerry Livgren                                          | Steve Walsh      | 3:28     |  |
| 4.       | «Miracles Out of Nowhere» | Kerry Livgren                                          | Robby Steinhardt | 6:28     |  |
| 5.       | «Opus Insert» | Walsh / Livgren                                        | Steve Walsh      | 4:28     |  |
| 6.       | «Questions of My Childhood» | Walsh / Livgren                                        | Steve Walsh      | 3:40     |  |
| 7.       | «Cheyenne Anthem» | Kerry Livgren                                          | Robby Steinhardt | 6:55     |  |
| 8.       | «Opus Magnum - a. «Father Padilla Meets the Perfect Gnat» - b. «Howling at the Moon» - c. «Man Overboard» - d. «Industry on Parade» - e. «Release the Beavers» - f. «Perfect Gnat»» | Walsh / Livgren / Steinhardt / Williams / Hope / Ehart | Steve Walsh      | 6:28     |  |
| 9.       | «Carry On Wayward Son» (en vivo) | Kerry Livgren                                          | Steve Walsh      | 4:44     |  |
| 10.      | «Cheyenne Anthem» (en vivo) | Kerry Livgren                                          | Robby Steinhardt | 6:41     |  |

#### Disco dos
| Side one |                                           |                            |                    |          |  |
| N.º      | Título                                    | Escritor(es)               | Voz principal      | Duración |  |
| 1.       | «Point of Know Return»                    | Walsh / Steinhardt / Ehart | Steve Walsh        | 3:13     |  |
| 2.       | «Paradox»                                 | Walsh / Livgren            | Steve Walsh        | 3:50     |  |
| 3.       | «The Spider»                              | Steve Walsh                | Steve Walsh        | 2:03     |  |
| 4.       | «Portrait (He Knew)»                      | Walsh / Livgren            | Steve Walsh        | 4:38     |  |
| 5.       | «Closet Chronicles»                       | Walsh / Livgren            | Steve Walsh        | 6:32     |  |
| 6.       | «Lightning's Hand»                        | Walsh / Livgren            | Robby Steinhardt   | 4:24     |  |
| 7.       | «Dust in the Wind»                        | Kerry Livgren              | Steve Walsh        | 3:28     |  |
| 8.       | «Sparks of the Tempest»                   | Walsh / Livgren            | Robby Steinhardt   | 4:18     |  |
| 9.       | «Nobody's Home»                           | Walsh / Livgren            | Steve Walsh        | 4:40     |  |
| 10.      | «Hopelessly Human»                        | Kerry Livgren              | Walsh / Steinhardt | 7:09     |  |
| 11.      | «Portrait (He Knew)» (versión remezclada) | Walsh / Livgren            | Steve Walsh        | 4:49     |  |

## Créditos

### Kansas
- Steve Walsh — voz principal, teclados, piano, órgano, vibráfono y coros
- Kerry Livgren — guitarra, teclados, piano, clavinet y percusiones adicionales
- Robby Steinhardt — voz principal (en los temas «Miracles Out of Nowhere», «Cheyenne Anthem», «Lightning's Hand», «Sparks of the Tempest» y  «Hopelessly Human»), violín, viola y coros
- Rich Williams — guitarra
- Dave Hope — bajo
- Phil Ehart — batería, timbales, campanas tubulares y  percusiones adicionales

### Formación adicional
- Toye LaRocca — coros (en el tema «Cheyenne Anthem»)
- Cheryl Norman — coros (en el tema «Cheyenne Anthem»)

### Personal de producción
- Kansas — productor
- Jeff Glixman — productor (grabaciones originales de 1976 y 1977 y reedición de 2010), ingeniero de sonido, asistente de ingeniero de sonido y notas
- Jeff Magid — productor (reedición de 2010)
- Terry Becker — ingeniero de sonido
- Bill Evans — ingeniero de sonido
- Edwin Hodgood — técnico de audio y asistente de estudio
- Ray Black — técnico de audio y asistente de estudio
- George Marino — masterización
- Suha Gar — masterización (reedición de 2010)
- Darcy Proper — masterización (reedición de 2010)
- Steve Berkowitz — A&R
- Kristin Kozusko — A&R
- Patti Matheny — A&R
- Darren Salmieri — A&R
- Ferdy Baumgart — miembro del personal
- Jerry Gilleland — miembro del personal
- Dave Luttjohann — miembro del personal
- Merle McLain — miembro del personal

### Personal de arte
- Tom Drennon — director de arte
- Howard Fritzon — director de arte (reedición de 2010)
- David McMacken — ilustrador
- Mike Maloney — ilustrador
- Rod Dyer — arte de portada
- Wayne Whitter — fotógrafo
- Neal Preston — fotógrafo (reedición de 2010)
- Rick Scireeni — fotógrafo (carátula frontal e interior)
- Peter Lloyd — trabajo artístico
- Bob Maile — caligrafía y trabajo artístico

### Personal vario
- Lisa Buckler — encargada del producto
- Fong Y. Lee — encargado de embalaje
- David Wild — notas